# Корабостроителница
Корабостроителницата е предприятие за строеж и/или ремонт на кораби и други плавателни съдове. В съвремието такова предприятие може да се нарича корабостроителен или кораборемонтен завод.
Обикновено е разположена на бряг на океан, море, река, езеро, но има и плаващи такива, за сравнително неголеми съдове. Корабостроителницата много често представлява цял комплекс от съоръжения: докове, цехове, стапели, елинги, работилници, складове и др.
Първата от познатите ни корабостроителници е датирана от 3000 – 2778 г. пр.н.е. в Египет. Корабостроенето в Европа е по-фрагментирано, отколкото в Азия, където корабите се строят от по-малко, но по-големи предприятия. В България, първото предприятия за строене на плавателни съдове е създадено във Варна през 1907 г. и впоследствие се превръща в голяма корабостроителница.